# Artemisia glacialis
L'assenzio genepì nero (nome scientifico  Artemisia glacialis  L., 1763) è una specie di pianta angiosperma dicotiledone della famiglia delle Asteraceae (sottofamiglia Asteroideae, tribù Anthemideae (Asian-southern African grade) e sottotribù Artemisiinae).

## Etimologia
Il nome Artemisia, di etimologia incerta, è ricondotto alla dea greca della caccia Artemide, o secondo un'altra ipotesi alla regina Artemisia († 350 a.C.), succeduta sul trono di Caria al fratello e consorte Mausolo; si ipotizza inoltre un riferimento al greco artemes (“sano”), con allusione alle proprietà medicamentose delle piante del genere.. L'epiteto specifico (glacialis) indica una origine da regioni gelide.
Il nome scientifico della specie è stato definito dal botanico Carl Linnaeus (1707-1778) nella pubblicazione " Species Plantarum, Edition 2" ( Sp. Pl., ed. 2. 2: 1187) del 1763.

## Descrizione

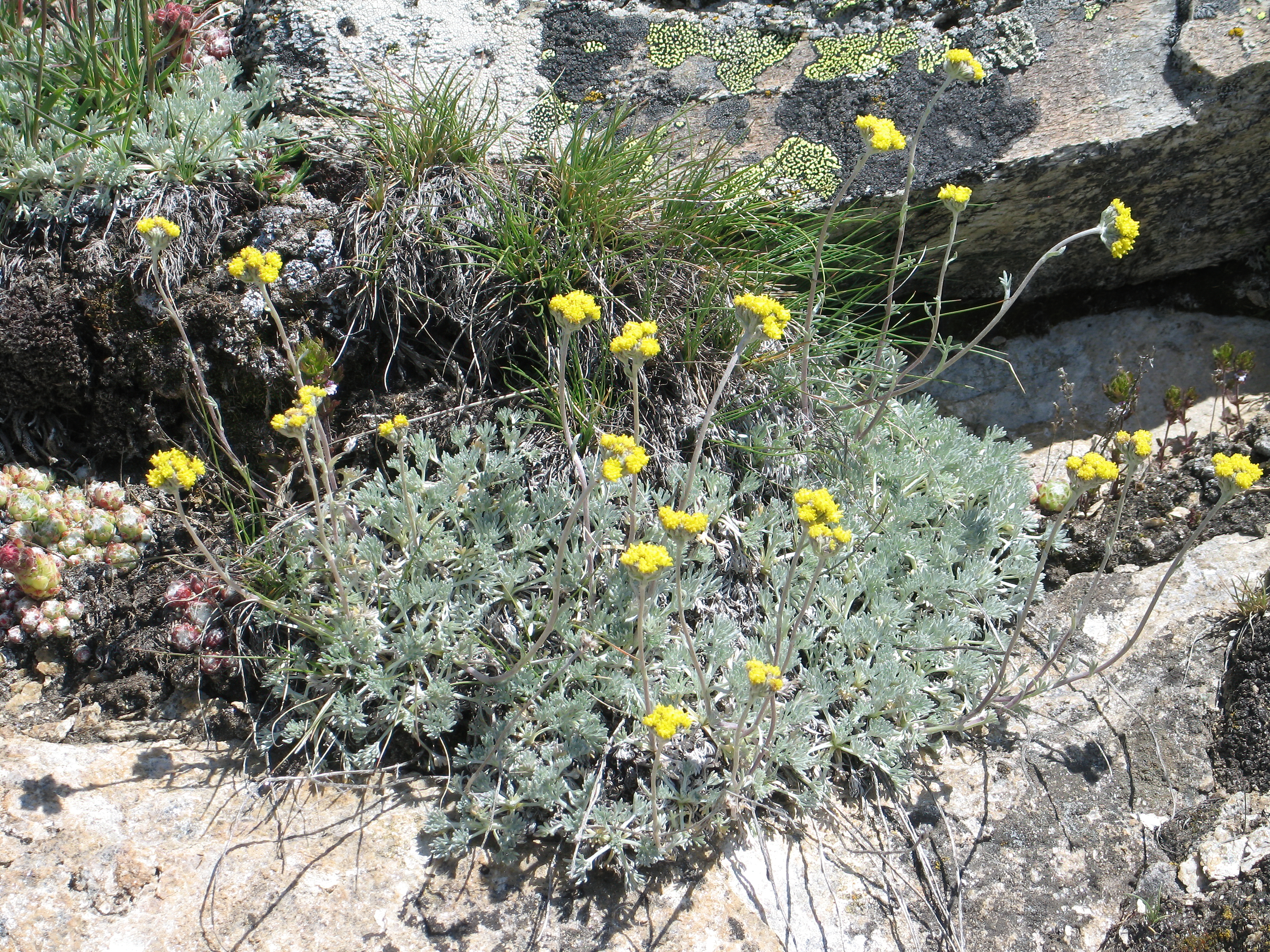
Il portamento

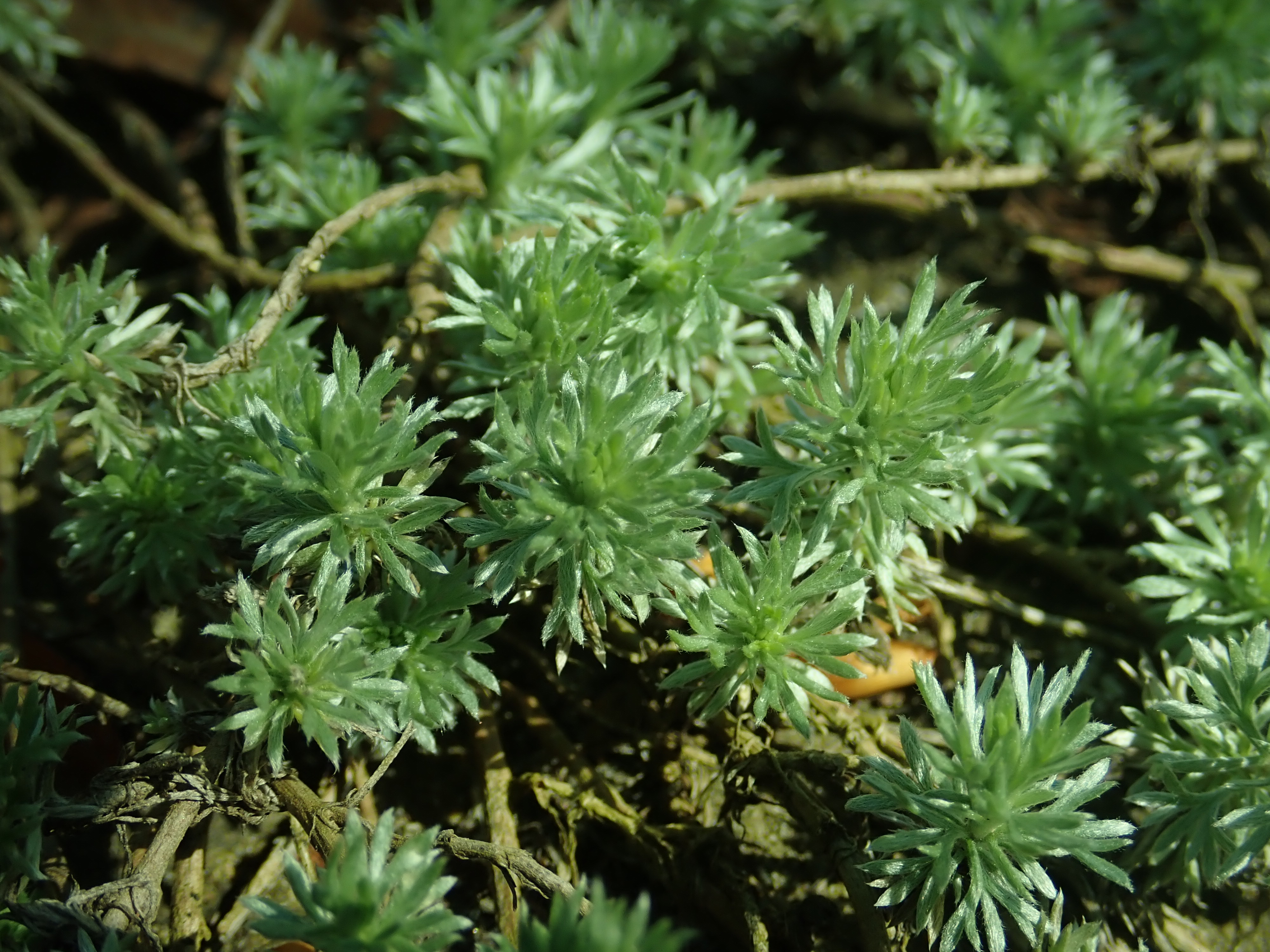
Le foglie

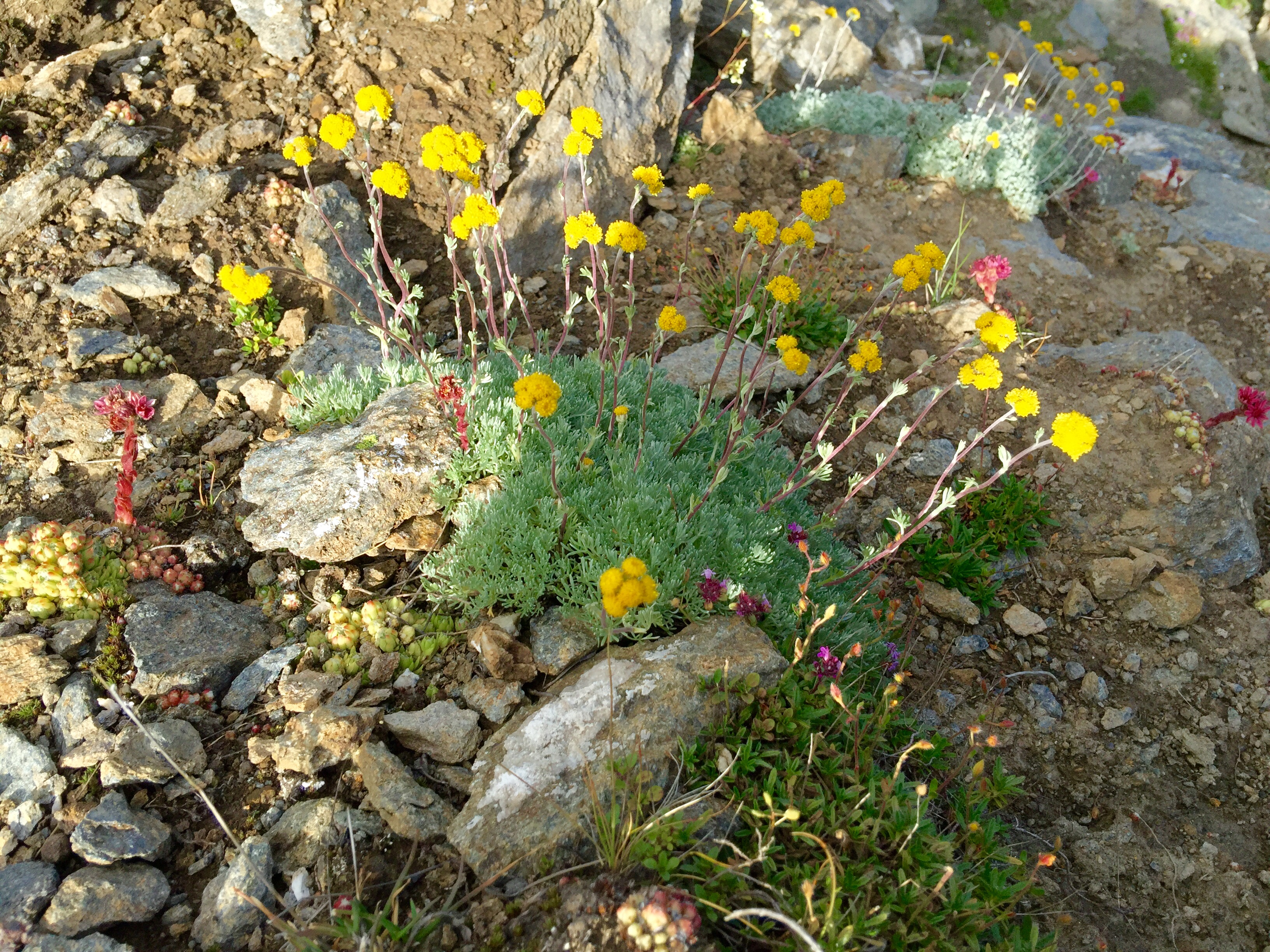
Infiorescenza

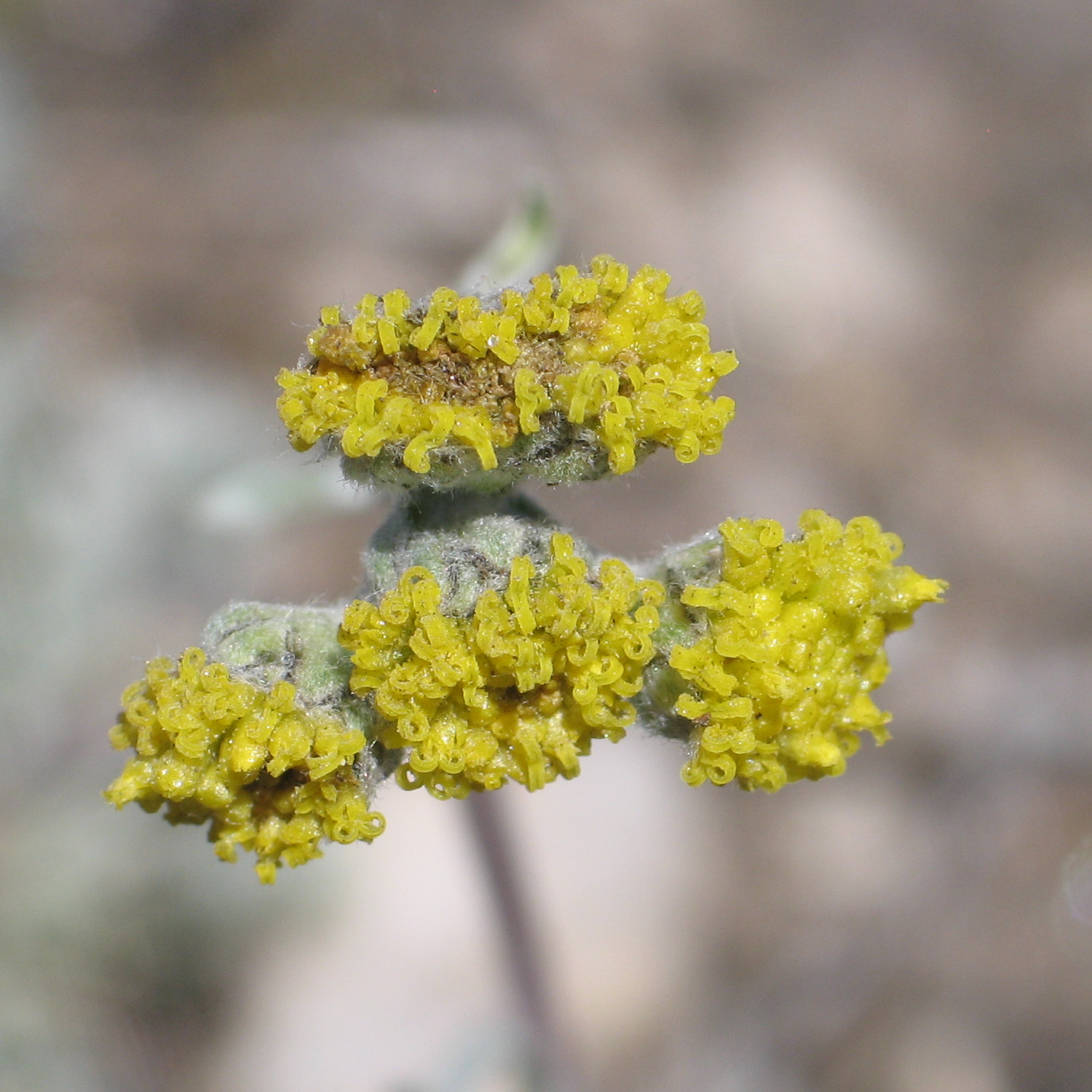
I fiori

Portamento. La specie di questa voce ha un habitus di tipo erbaceo perenne. La forma biologica è camefita suffruticosa (Ch suffr), sono piante perenni e legnose alla base, con gemme svernanti poste ad un'altezza dal suolo tra i 2 ed i 30 cm (le porzioni erbacee seccano annualmente e rimangono in vita soltanto le parti legnose). La pianta emana un intenso profumo aromatico.
Radici. Le radici sono secondarie da rizoma o da fittone e sono colorate di color marrone.
Fusto. L'indumento consiste in brevi peli ghiandolari (medifissi o basifissi a "T"). La parte aerea del fusto è eretta, molto ramificata con diversi capolini terminali (cespuglietto nano).
Foglie. Sono presenti sia foglie basali che cauline. La disposizione delle foglie lungo il fusto è alternata. Quelle inferiori sono picciolate; quelle superiori sono sub-sessili. Le lamine fogliari sono delle lacinie caratteristicamente digitate. 
Infiorescenza. Le sinflorescenze sono formate da piccoli capolini a glomeruli. Le infiorescenze vere e proprie sono composte da un capolino terminale sessile di tipo disciforme. I capolini sono formati da un involucro, con forme emisferiche o globose, composto da 2 a 20 brattee, al cui interno un ricettacolo fa da base ai fiori del disco (quelli del raggio qui sono assenti). Le brattee, con una forma da lanceolata a oblunga, con margine scuro sul dorso (fittamente peloso) e a consistenza erbacea, sono disposte in modo più o meno embricato su più serie. Il ricettacolo è nudo ossia senza pagliette a protezione della base dei fiori; la forma è piatta. Diametro dei capolini: 4 - 6 mm.
Fiori.  I fiori, da 30 a 40 per capolino, sono tetra-ciclici (formati cioè da 4 verticilli: calice – corolla – androceo – gineceo) e pentameri (calice e corolla formati da 5 elementi). Sono numerosi con forme brevemente tubulose (attinomorfe); sono ermafroditi. Possono essere divisi tra fiori solamente femminili (posti alla periferia) e fiori bi-sessuali (posti al centro) o funzionalmente maschili. 
- Formula fiorale:

*/x K {\displaystyle \infty }, [C (5), A (5)], G 2 (infero), achenio
- Calice: i sepali del calice sono ridotti ad una coroncina di squame.

- Corolla: le corolle dei fiori periferici sono affusolate con lembi più o meno ligulati o filiformi; le corolle di quelli più centrali sono pentalobate a forma deltata. Il colore della corolla varia da giallo a giallastro.

- Androceo: l'androceo è formato da 5 stami (alternati ai lobi della corolla) sorretti da filamenti generalmente liberi e sottili; gli stami sono connati e formano un manicotto circondante lo stilo. Le antere possono essere sia di tipo basifissa che medifissa (ossia attaccate al filamento per la base – nel primo caso; oppure in un punto intermedio – nel secondo caso).[13] Questa caratteristica ha valore tassonomico in quanto distingue i generi gli uni dagli altri. Normalmente le antere variano da ottuse (arrotondate) a leggermente appuntite alla base (o anche caudate); in alcune specie le appendici sono triangolari, lineari o ellittiche. Il tessuto endoteciale (rivestimento interno dell'antera) non è polarizzato. Il polline è sferico con un diametro medio di circa 25 micron;  è tricolporato (con tre aperture sia di tipo a fessura che tipo isodiametrica o poro) ed è più o meno echinato (con punte sporgenti).

- Gineceo: l'ovario è infero uniloculare formato da 2 carpelli. Lo stilo (il recettore del polline) è profondamente bifido (con due stigmi divergenti) e con le linee stigmatiche marginali separate o contigue. I due bracci dello stilo hanno una forma troncata e possono essere papillosi o ricoperti da ciuffi di peli.

- Antesi: da luglio ad agosto.

Frutti.  Il frutto è un achenio sprovvisto di pappo. La forma varia da ellissoide a obovoide ed è compressa ai lati. La parte apicale è rotondeggiante e priva di corona. Il pericarpo può possedere (oppure no) delle cellule mucillaginifere, mentre le sacche di resina sono assenti.

## Biologia
Impollinazione: tramite insetti (impollinazione entomogama tramite farfalle diurne e notturne).

Riproduzione: la fecondazione avviene fondamentalmente tramite l'impollinazione dei fiori.

Dispersione: i semi cadono a terra e vengono dispersi soprattutto da insetti come formiche (disseminazione mirmecoria). Un altro tipo di dispersione è zoocoria: gli uncini delle brattee dell'involucro (se presenti) si agganciano ai peli degli animali di passaggio che portano così i semi anche su lunghe distanze. Inoltre per merito del pappo (se presente) il vento può trasportare i semi anche per alcuni chilometri (disseminazione anemocora).

## Distribuzione e habitat

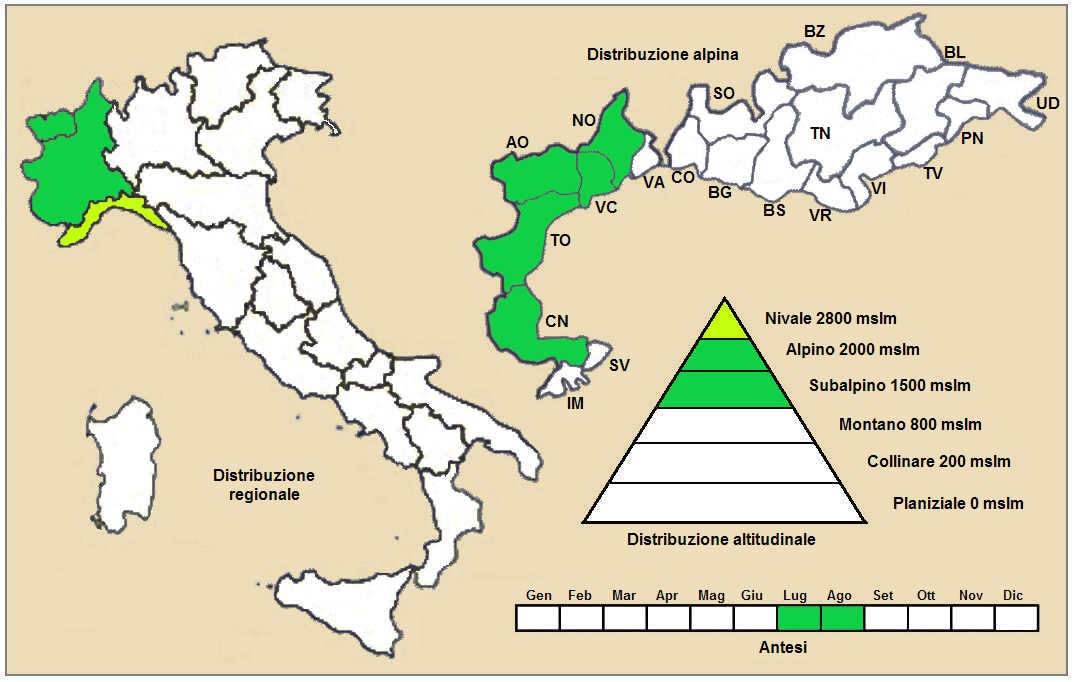
Distribuzione della pianta (Distribuzione regionale – Distribuzione alpina)

Geoelemento: il tipo corologico (area di origine) è  Subendemico.
Distribuzione: in Italia questa specie è comune e si trova nelle Alpi Occidentali. Fuori dall'Italia, sempre nelle Alpi, questa specie si trova in Francia e Svizzera.
Habitat: l'habitat tipico per queste piante sono le rupi e le pietraie (soprattutto morene). Il substrato preferito è calcareo ma anche siliceo con pH neutro, bassi valori nutrizionali del terreno che deve essere secco. 
Distribuzione altitudinale: sui rilievi alpini, in Italia, queste piante si possono trovare fino a quote tra 2.100 e 3.300 m s.l.m.; nelle Alpi frequentano quindi i seguenti piani vegetazionali: aubalpino, alpino e in parte quello nivale. 

## Fitosociologia

### Areale alpino
Dal punto di vista fitosociologico alpino la specie di questa voce appartiene alla seguente comunità vegetale:
Formazione: delle comunità delle fessure, delle rupi e dei ghiaioni
Classe: Asplenietea trichomanis

### Areale italiano
Per l'areale completo italiano la specie di questa voce appartiene alla seguente comunità vegetale:
Macrotipologia:  vegetazione casmofitica, glareicola ed epifitica.
Classe: Asplenietea trichomanis (Br.-Bl. in Meier & Br.-Bl., 1934) Oberdorfer, 1977
Subordine: Androsacenalia vandellii Loisel, 1970
Alleanza: Androsacion vandellii Rivas-Martinez et al., 2002
Descrizione. L'alleanza Androsacion vandellii è relativa alle comunità casmofitiche che si sviluppano sulle rocce silicee di alta montagna. Si caratterizza per le basse coperture e dalla presenza di moltissime specie rare ed endemiche caratteristiche delle Alpi Occidentali. La cenosi è distribuita sulle Alpi, sui Pirenei e nella Sierra Nevada.
Specie presenti nell'associazione: Saxifraga cotyledon, Saxifraga florulenta, Saxifraga retusa, Saxifraga pedemontana, Campanula elatines, Androsace vandellii, Primula pedemontana, Primula hirsuta, Artemisia glacialis, Jovibarba allionii, Eritrichium nanum, Silene cordifolia, Achillea erba-rotta, Potentilla valderia, Woodsia ilvensis, Erigeron schleicheri.

## Sistematica
La famiglia di appartenenza di questa voce (Asteraceae o Compositae, nomen conservandum) probabilmente originaria del Sud America, è la più numerosa del mondo vegetale, comprende oltre 23.000 specie distribuite su 1.535 generi, oppure 22.750 specie e 1.530 generi secondo altre fonti (una delle checklist più aggiornata elenca fino a 1.679 generi). La famiglia attualmente (2021) è divisa in 16 sottofamiglie; la sottofamiglia Asteroideae è una di queste e rappresenta l'evoluzione più recente di tutta la famiglia.

### Filogenesi
Il gruppo di questa voce è descritto nella tribù Anthemideae, una delle 21 tribù della sottofamiglia Asteroideae). In base alle ultime ricerche nella tribù sono stati individuati (provvisoriamente) 4 principali lignaggi (o cladi); il genere  Artemisia (insieme alla sottotribù Artemisiinae) è incluso nel clade Asian-southern African grade.
Attualmente il genere, nell'ambito della flora spontanea italiana, è suddiviso in quattro sezioni e alcune sottosezioni. La specie di questa voce appartiene alla "Sezione II" (Absinthium) caratterizzata dai fiori del disco ermafroditi (i fiori periferici sono femminili), il ricettacolo pubescente e di tipo disciforme, l'indumento formato da peli medifissi, e alla "Sottosezione E" caratterizzata dalle foglie inferiori doppiamente triforcate. Altra specie della stessa sezione: Artemisia pedemontana Balb. (Assenzio lanato) e Artemisia nitida Bertold. (Assenzio lucido).
I caratteri distintivi della specie  Artemisia glacialis  sono:
- la pelosità è densa e candida;
- I capolini sono sessili e sono raccolti all'apice del fusto;
- la corolla è glabra.

Il numero cromosomico delle specie di questa voce è: 2n = 16.

### Sinonimi
Sono elencati alcuni sinonimi per questa entità:
- Absinthium glaciale (L.) Lam.
- Absinthium congestum  Lam.
- Artemisia elegans  Jan ex Besser
- Artemisia glacialis var. intermedia  Gaudin

## Uso
È caratteristica delle regioni alpine e, come alcune altre specie di artemisia, è conosciuta con il nome di Genepì (o Genepy), termine che definisce anche il liquore ricavato dalle specie A. genipi e A. umbelliformis.